# 佐藤利行
佐藤 利行（さとう としゆき、1957年 - ）は、漢文学者、元広島大学教授。広島市生まれ。2024年春から、福山市立大学理事長 兼 学長。

## 略歴
広島市立舟入高等学校卒業、1980年広島大学文学部中国文学科卒業、1985年同大学院文学研究科博士課程満期退学、安田女子大学講師、1990年同大学助教授、1993年「西晉文学研究 -陸機を中心として」で広島大学文学博士。
1997年広島大学文学部助教授、2001年文学研究科教授、2015年広島大学理事・副学長。中国首都師範大学特聘教授、外交学院客員教授、山西師範大学客員教授、貴州師範大学客員教授。
2023年春から福山市立大学理事長 兼 学長。

## 人物
専門は中国六朝文学。比較文化学。六朝文学では、西晋の陸機・陸雲、東晋の王羲之を中心に研究を進めてきた。比較文化学では、日中の言語・文学・文化などについて総合的な比較研究を行っている。

## 著書
- 『陸雲研究』白帝社 1990
- 『西晋文学研究 陸機を中心として』白帝社 1995
- 『王羲之全書翰』白帝社 1996
- 『陸士衡詩集』白帝社 2001

### 共編著
- 『英・日・中海事貿易基本用語辞典』中島吾妻共編著 白帝社 1988
- 『漢文 まとめと要点』森野繁夫共著 白帝社 1989
- 『漢文の教材研究 第2冊　史伝篇 1』森野知子共著　溪水社 1997

### 編纂など
- 『王羲之名蹟解義』森野繁夫共著 YMCA出版 1986
- 『王羲之全書翰』森野繁夫共著 白帝社 1987
- 『淳化閣帖』森野繁夫共編著 白帝社 1988
- 『呉均詩索引』森野繁夫校閲 笹岡恵美子共編 白帝社 1999　中国文学研究叢刊
- 『全梁詩索引』佐伯雅宣、小川恒男、木村守共編 白帝社 2000
- 『劉孝綽詩索引』森野繁夫校閲 佐伯雅宣共編 白帝社 2000 中国文学研究叢刊
- 『陸雲詩索引』森野繁夫校閲 小川恒男共編 白帝社 2001 中国文学研究叢刊
- 『陸士衡詩集』白帝社 2001
- 『孔子のことば』小丸法之共編 白帝社 2009
- 『菅茶山『黄葉夕陽村舎詩集』索引』森野繁夫監修 李均洋,趙敏俐共校閲 木村守,尹小林編 白帝社 2013
- 『中日比較文化研究』日本学研究叢書（外研社）他多数